# Вери II де Валькур
Вери II де Валькур (Wery II de Walcourt) (ок. 1145—1206) — граф Монтегю и Клермона, сеньор Рошфора и фогт Динана (по правам жены), сеньор де Валькур.
Сын Тьерри I де Валькура и Матильды де ла Рош. Наследовал отцу в 1147 или 1148 году. До совершеннолетия находился под опекой матери.
Между 1164 и 1170 годами женился на Герберге де Монтегю (ум. после 1206), дочери Годфруа де Монтегю, графа Монтегю, Клермона и Дюраса, и его жены Жюлиане де Дюрас.
В конце 1180-х — начале 1190-х гг. братья Герберги де Монтегю Жиль, Пьер и Конон умерли бездетными. Она как старшая из двух сестёр унаследовала графства Монтегю и Клермон, сеньорию Рошфор и фогство в Динане. Жерар де Лооз получил графство Дюрас и фогство в аббатстве Сен-Трон.
Дети:
- Тьерри II де Валькур (ум. 1235/37) — сеньор де Валькур, граф Монтегю;
- Жак де Валькур (ум. 1232/34) — граф Клермона, сеньор Харзе и Энё;
- Вери де Валькур (ум. 1231/1233), сеньор Фонтуа;
- Жиль де Валькур (ум. не ранее 1232), сеньор де Берг.